# 五藤為浄
五藤 為浄（ごとう ためきよ）は、戦国時代から安土桃山時代にかけての武将。山内家の家臣。

## 略歴
天文22年（1553年）、五藤浄基の子として尾張国葉栗郡黒田で誕生した。
五藤家は父・浄基の頃から山内家に仕え、為浄も当主・山内一豊に従い刀根坂の戦いなどに転戦する。
天正元年（1573年）、朝倉氏と戦った金ヶ崎の戦いで、矢が一豊の頬に刺さり、左眼横から右奥歯を貫通したが、五藤吉兵衛が一豊の顔を踏んで抜いた。五藤は「主君の顔を踏んだ」ということを喜び、わらじと矢を家宝にした。

天正11年（1583年）の賤ヶ岳の戦いの前哨戦である伊勢国亀山城攻撃の際、主君・一豊の城内一番乗りを助けるが、討死した。享年31と伝わる。
その後、家督は養子の五藤浄清が弟・為重の娘を娶って継承し、為重自身は山内家の家老となった。山内一豊が土佐国に入国をした際には、安芸土居を与えられて周辺を支配した。その後も五藤氏は幕末まで代々土佐藩の家老を勤めている。

## 登場作品
- 戦国夫婦物語『功名が辻』 （NET） - 1966年、演：藤原釜足
- 旦那さま大事 （TBS） - 1986年、演：菅野菜保之
- 司馬遼太郎の功名が辻 （ANB） - 1997年、演：高松英郎
- 国盗り物語 (NHK大河ドラマ、1973年)演：三代目江戸屋猫八
- 功名が辻 （NHK大河ドラマ、2006年）演：武田鉄矢